# Orphilus
Orphilus (лат.) — род кожеедов из подсемейства Orphilinae.

## Описание
Чёрные почти яйцевидной формы жуки. На голове имеется срединный глазок. Задние тазики ног с выемкой. Личинки без шиповидных щетинок на теле, но имеются своеобразные изогнутые щетинки. Тергит девятого сегмента брюшка сильно склеротизованный.

## Экология
Имаго питаются нектаром и пыльцой на цветках растений. Активны преимущественно в первой половине дня с начала мая по середину августа. Личинки развиваются в сухой древесине, питаются древесным субстратом бурой гнили. Продолжительность развития до двух лет. В течение жизни личинка линяет не менее шести раз. Окукливание происходит в особой камере формируемой личинками последнего возраста.

## Классификация
В состав рода включают 7 видов.
- Orphilus aegeanus Holloway and Herrmann, 2023
- Orphilus africanus Háva 2005
- Orphilus ater Erichson, 1846
- Orphilus beali Zhantiev, 2001
- †Orphilus dubius Wickham, 1912
- Orphilus kabakovi Háva & Kadej, 2014
- Orphilus subnitidus LeConte, 1861

## Палеонтология
В ископаемом состоянии известен из отложений раннего олигоцена.

## Распространение
Встречается в Северной Америке и Европе, Северной Африке, на Кавказе и Средней Азии.